# العلاقات الأمريكية الزيمبابوية
العلاقات الأمريكية الزيمبابوية هي العلاقات الثنائية التي تجمع بين الولايات المتحدة وزيمبابوي.

## تاريخ العلاقات

### العلاقات الأمريكية الرودسية

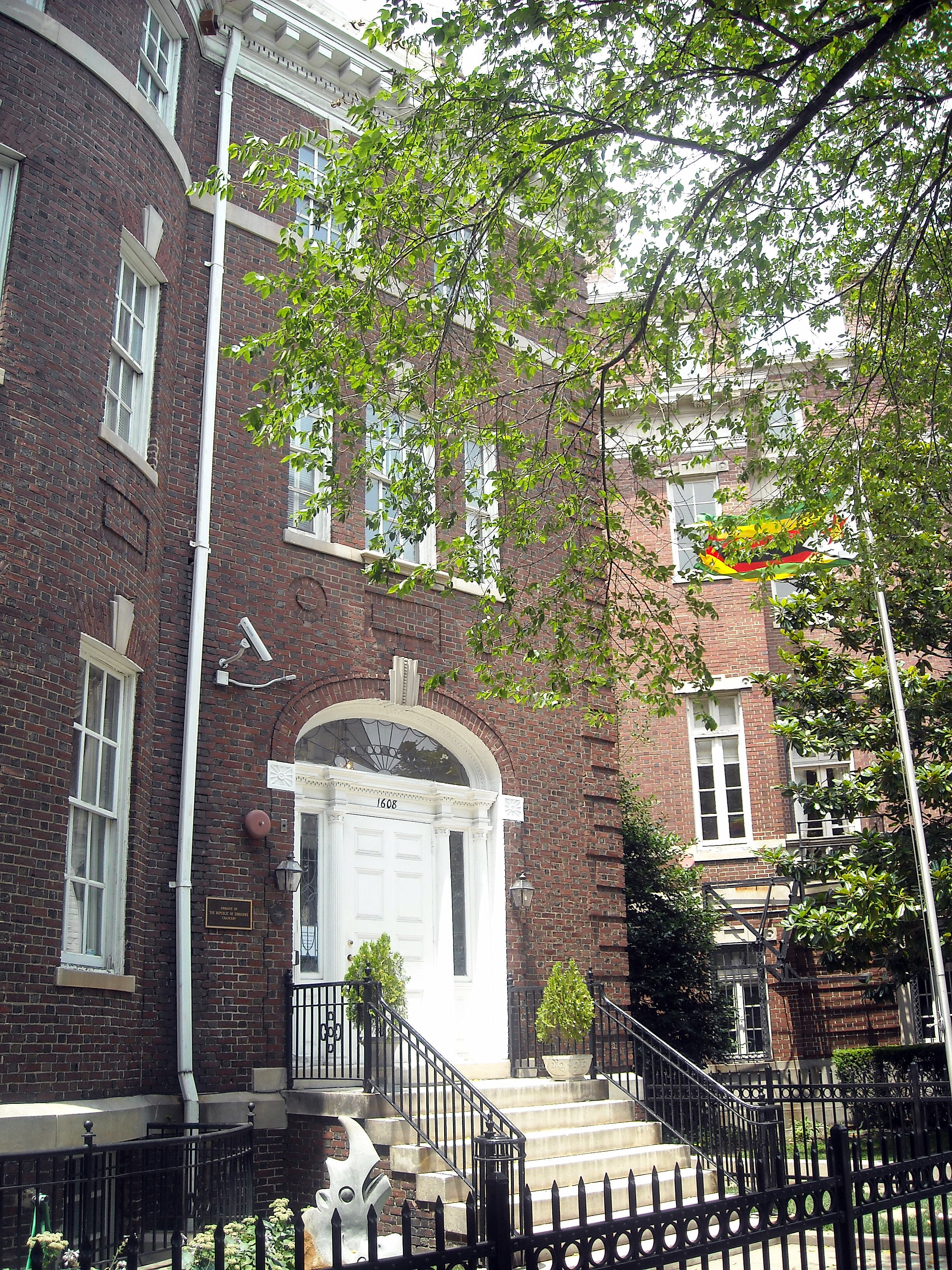
السفارة الزيمبابوية في واشنطن العاصمة

قامت الولايات المتحدة باستدعاء قنصلها العام من سالزبوري (الآن هراري) بعد الإعلان أحادي الجانب لاستقلال رودسيا في شهر نوفمبر من عام 1965. كما وقامت الولايات المتحدة بإغلاق مكتبة وكالة خدمات المعلومات الأمريكية (USIS)، وسحبت الموظفين العاملين في الوكالة الأمريكية للتنمية الدولية (USAID) والموظفين المسؤولين عن الترويج التجاري. واصل طاقم الموظفين القنصليين الباقين في البلاد ممارسة أعمالهم ومهامهم بعد عام 1965 بموجب وثائق براءات تنفيذ صادرة عن الملكة إليزابيث الثانية كانت بحوزتهم. إلَّا أن الولايات المتحدة أغلقت قنصليتها العامة في نهابة المطاف بتاريخ 17 مارس عام 1970 بعد إعلان رودسيا نفسها جمهورية.
قام الكونغرس الأمريكي عام 1971 بإصدار تشريع يسمح للولايات المتحدة باستيراد مواد إستراتيجية مثل الكروم من روديسيا على الرغم من معارضة الإدارة الأمريكية آنذاك لهذا التشريع الذي دخل حيز التنفيذ بتاريخ 1 يناير عام 1972، ولكن في واقع الأمر لم يعد هذا التشريع بأي فائدة اقتصادية تُذكر على اقتصاد رودسيا، واستمرت الولايات المتحدة في دعم برنامج العقوبات المفروض على البلاد. وسرعان ما عادت وفرضت الولايات المتحدة جميع العقوبات الإضافية المفروضة سابقاً على رودسيا بعد إبطال هذا التشريع في شهر مارس عام 1977.
ظلت الولايات المتحدة تدعم كل من الأمم المتحدة والمملكة المتحدة في جهودهما الساعية للتأثير على السلطات الرودسية من أجل قبول وإحلال حكم الأغلبية في البلاد. باشرت الولايات المتحدة بدءاً من عام 1976 في ممارسة دور أكثر فعالية في المساعي الهادفة للبحث عن تسوية للوضع في رودسيا بالتعاون مع المملكة المتحدة. وكان من شأن المقترحات الأنجلوأمريكية الرامية إلى إنهاء النزاع عن طريق التفاوض والتي قدمها البلدين في فترة أواخر عام 1977 أن أعطت الولايات المتحدة ثقلاً سياسياً حيوياً في عملية التسوية السلمية، وكان الدور الأمريكي في رودسيا حركة معاكسة للتصدي لتدخل الاتحاد السوفيتي وكوبا واستخدامهما للقوة العسكرية سعياً لزيادة نفوذهما في أفريقيا الجنوبية (انظر التدخل الكوبي في أنغولا).

### العلاقات الأمريكية الزيمبابوية
دعمت الولايات المتحدة الجهود البريطانية لإحلال وتنفيذ التسوية الموقعة في لانكستر هاوس بلندن بتاريخ 21 ديسمبر عام 1979. كما زادت الولايات المتحدة من نطاق اعترافها الدبلوماسي الرسمي بالحكومة الجديدة فور إعلان استقلال البلاد وقيام جمهورية زيمبابوي، وافتتحت الولايات المتحدة سفارة لها في سالزبوري يوم استقلال زيمبابوي في الثامن عشر من أبريل عام 1980. وصل أول سفير أمريكي إلى زيمبابوي، وقدّم أوراق اعتماده في شهر يونيو عام 1980. ألتقى الرئيس الأمريكي جيمي كارتر برئيس الوزراء الزيمبابويّ حينها روبرت موغابي في أغسطس عام 1980. قام المؤلف جيف هيل بانتقاد كارتر بسبب التزامه «بالهدوء لأن حكومة موغابي بقيادة حزب زانو قامت بتأميم الصحافة وارتكبت إبادة جماعية بحق قبائل الأقليات ودمرت الدستور لجعل نفسها المصدر الوحيد للسلطة.»
تعهدت الولايات المتحدة بالتبرع بمبلغ 225,000,000 دولار إلى زيمبابوي على مدى فترة ثلاث سنوات في مؤتمر إعادة إعمار وتنمية زيمبابوي (ZIMCORD) الذي عقد في شهر مارس من عام 1981، وهذا في إطار تحقيق أهداف الحكومة الزيمبابوية الخاصة بإعادة الإعمار بعد الحرب وإعادة توزيع وتطوير الأراضي وتنمية القوى العاملة الماهرة. وكانت الولايات المتحدة بحلول نهاية السنة المالية 1986 قد ساهمت بمبلغ قدره 380,000,000 دولار على شكل منح لزيمبابوي بالإضافة إلى بعض القروض وضمانات القروض. إلَّا أن الحكومة الأمريكية قررت وقف المساعدات المستقبلية لزيمبابوي في شهر يوليو عام 1986 نتيجة النمط المستمر والمتكرر من التصريحات غير المدنية وغير الدبلوماسية والإجراءات التي اتخذتها حكومة زيمبابوي في الأمم المتحدة وغيرها من المحافل الدولية. لم تتأثر برامج المساعدات التي سبق الاتفاق عليها بالقرار الأمريكي وكذلك فلم تتأثر برامج التنمية الإقليمية الأمريكية التي قد تعود على شعب زيمبابوي بالفائدة. واستعادت الولايات المتحدة برامج المساعدات التي تمنحها إلى زيمبابوي كاملةً عام 1988.
ركزت برامج المساعدة التي قدمتها الوكالة الأمريكية للتنمية الدولية إلى الزيمبابويّ منذ عام 2002 على تنظيم الأسرة والوقاية من فيروس العوز المناعي البشري/الإيدز وتعزيز الديمقراطية والحكم الرشيد والمساعدات الغذائية العاجلة وإعانة النازحين داخلياً. كذلك باشرت مراكز مكافحة الأمراض واتقائها برنامج للمساعدة المباشرة في زيمبابوي في أغسطس عام 2000. وهدف برنامج مراكز مكافحة الأمراض واتقائها هذا لنشر الوقاية من انتقال فيروس العوز المناعي البشري وتحسين مستوى الرعاية الصحية للأشخاص المصابين بفيروس العوز المناعي البشري/الإيدز ومراقبة ورصد وتقييم حالة الوباء ودعم البنية التحتية للقطاع الصحي في البلاد.
لعبت الولايات المتحدة دوراً ريادياً منذ عام 2000 في إدانة انتهاكات الحكومة الزيمبابوية المتزايدة لحقوق الإنسان وسيادة القانون، وانضمت إلى جزء كبير من المجتمع الدولي في دعوة الحكومة الزيمبابوية إلى تبني تنمية ديمقراطية سلمية. قامت الولايات المتحدة في عام 2002 وعام 2003 بفرض مجموعة من التدابير والإجراءات العقوبية التي استهدفت من خلالها الحكومة الزيمبابوية، وشملت هذه الإجراءات على عقوبات مالية ومنع تأشيرات الدخول لأفراد مختارين من أركان الحكم وفرض حظر على تقديم ونقل المواد والأدوات الدفاعية وتعليق المساعدات الحكومية غير الإنسانية. بيد أن الولايات المتحدة واصلت تقديم المساعدات الإنسانية للشعب الزيمبابويّ بالرغم من العلاقات السياسية المتوترة مع حكومة موغابي حيث قدمت مبالغ مالية بمجموع حوالي 400,000,000 دولار كمساعدات إنسانية خلال الفترة من عام 2002 حتى عام 2007 ذهبت بمعظمها كمعونات غذائية للشعب.
أثار الرئيس الفرنسي جاك شيراك غضب حكومتيّ المملكة المتحدة والولايات المتحدة في شهر فبراير عام 2003 حينما دعا الرئيس روبرت موغابي لحضور المؤتمر الفرنسي الأفريقي حول أفريقيا الذي عقد في فرنسا. قال موغابي أنه شعر «في الوطن» بباريس وأن «الرئيس شيراك أصر على حضورنا. وقد التزم بمبادئه. نحن بحاجة إلى قادة من مكانته». أكد شيراك لاحقاً أنه لم يقم بتقبيل موغابي على خديه عندما بدأت أعمال المؤتمر. وكانت المملكة المتحدة قد حاولت في السابق دفع الاتحاد الأوروبي باتجاه منع موغابي من السفر إلى أوروبا نتيجة انتهاكات حقوق الإنسان التي ارتكبتها حكومته.
استدعى وزير خارجية زيمبابوي سيمباراشه مومبنغيوي السفير الأمريكي في البلاد كريستوفر ويليام ديل في يوم 9 نوفمبر عام 2005 معبَّراً عن ما وصفه بـ«استياءه الشديد» من تعليقات كان السفير ديل قد أدلى بها قبل بضعة أيام في موتاري عن دور الفساد الحكومي في نقصان الغذاء. وما لبث موغابي أن رد على هذه التصريحات بقوله بأن السفير ديل يمكنه «الذهاب إلى الجحيم». غادر السفير كريستوفر ديل زيمبابوي متجهاً إلى واشنطن العاصمة لإجراء المشاورات في ذات اليوم (يوم 9 نوفمبر) عقب اجتماعه هذا مع مومبنغيوي.
زار موغابي واشنطن العاصمة في زيارة غير رسمية في شهر سبتمبر من عام 1980. كما وأجرى زيارات عمل رسمية في سبتمبر عام 1983 ويوليو عام 1991 وعام 1995 اجتمع فيها مع الرؤساء كارتر وريغان وبوش الأب وكلينتون على التوالي. كما ترأس موغابي وفد زيمبابوي إلى الأمم المتحدة في عدة مناسبات آخرها في عام 2006. أجرى جورج بوش الأب حين كان نائب للرئيس ريغان زيارة إلى هراري في نوفمبر عام 1982 في إطار جولة إلى عدة دول أفريقية.
اجتمع رئيس الوزراء الزيمبابوي مورغان تسفانغيراي مع الرئيس أوباما في البيت الأبيض بتاريخ 12 يونيو عام 2009.
تقدمت إدارة أوباما بالتهاني إلى منافس موغابي وزعيم حركة التغيير الديمقراطي مورغان تسفانغيراي بعد أن أصبح رئيساً للوزراء بموجب اتفاق لتقاسم السلطة في زيمبابوي، ولكن صرَّحت الإدارة بأن الولايات المتحدة ما زالت في انتظار دلائل على تعاون موغابي مع حركة التغيير الديمقراطي قبل النظر في رفع العقوبات عن حكومته. أعلن أوباما في أوائل شعر مارس عام 2009 عن تمديد العقوبات الأمريكية لفترة مؤقتة مدتها عام آخر لأن الأزمة السياسية في زيمبابوي لم تُحل بعد. وأوضح في بيان للكونغرس:
تشكل هذه التصرفات والسياسات تهديداً مستمراً وخارجاً عن المألوف على غير العادة للسياسة الخارجية للولايات المتحدة.

## مقارنة بين البلدين
هذه مقارنة عامة ومرجعية للدولتين:
| وجه المقارنة                                              | الولايات المتحدة                                                                                                  | زيمبابوي |
| --------------------------------------------------------- | --- | --- |
| المساحة (كم2)                                             | 9.83 مليون | 390.76 ألف |
| عدد السكان (نسمة)                                         | 311.58 مليون | 16.53 مليون |
| الكثافة السكانية (ن./كم²)                                 | 31.7 | 42.3 |
| العاصمة                                                   | واشنطن العاصمة | هراري |
| اللغة الرسمية                                             | لغة إنجليزية | لغة إنجليزية، اللغة الشونا، النديبيلية الشمالية ‏، لغة الشيشيوا، Barwe ‏، Kalanga language ‏، Tshwa language ‏، Ndau dialect ‏، اللغة التسونجا، Zimbabwean sign languages ‏، اللغة السوتية، تونغا ‏، اللغة التسوانية، اللغة الفيندية، اللغة الكوسية |
| العملة                                                    | دولار أمريكي | دولار أمريكي |
| الناتج المحلي الإجمالي (بليون دولار)                      | 19.39 تريليون | 17.85 مليار |
| الناتج المحلي الإجمالي (تعادل القوة الشرائية) بليون دولار | 18.04 تريليون | 27.88 مليار |
| الناتج المحلي الإجمالي الاسمي للفرد دولار أمريكي          | 56.12 ألف | 924 |
| الناتج المحلي الإجمالي للفرد دولار أمريكي                 | 54.63 ألف | 1.79 ألف |
| مؤشر التنمية البشرية                                      | 0.920 | 0.509 |
| رمز المكالمات الدولي                                      | +1 | +263 |
| رمز الإنترنت                                              | .us، حكومة، .mil، Edu.                                                                                            | .zw |
| المنطقة الزمنية                                           | توقيت ساموا الأمريكية، توقيت أطلنطي موحد، منطقة زمنية وسطى، توقيت ألاسكا ‏، المنطقة الزمنية الجبلية، توقيت تشامرو ‏ | ت ع م+02:00 |

## مدن متوأمة
في ما يلي قائمة باتفاقيات التوأمة بين مدن أمريكية وزيمبابوية:
- ترتبط مانشستر مع غويرو باتفاقية توأمة منذ 1992.
- ترتبط سينسيناتي مع هراري باتفاقية توأمة منذ 1989.
- ترتبط برمنغهام مع غويرو باتفاقية توأمة.

## منظمات دولية مشتركة
يشترك البلدان في عضوية مجموعة من المنظمات الدولية، منها:
| علم المنظمة | اسم المنظمة                               | تاريخ انضمام الولايات المتحدة | تاريخ انضمام زيمبابوي |
| ----------- | ----------------------------------------- | ----------------------------- | --------------------- |
|             | وكالة ضمان الاستثمار متعدد الأطراف        | 12 أبريل 1988                 | 10 أبريل 1992         |
|             | الاتحاد الدولي للاتصالات                  | 1 يوليو 1908                  | 10 فبراير 1981        |
|             | يونسكو                                    | 4 نوفمبر 1946                 | 22 سبتمبر 1980        |
|             | البنك الإفريقي للتنمية                    | ؟                             | ؟                     |
|             | الأمم المتحدة                             | 24 أكتوبر 1945                | 25 أغسطس 1980         |
|             | المركز الدولي لتسوية المنازعات الاستشارية | 14 أكتوبر 1966                | 19 يونيو 1994         |
|             | البنك الدولي للإنشاء والتعمير             | 27 ديسمبر 1945                | 29 سبتمبر 1980        |
|             | مؤسسة التمويل الدولية                     | 20 يوليو 1956                 | 29 سبتمبر 1980        |
|             | منظمة الشرطة الجنائية الدولية             | ؟                             | ؟                     |
|             | مؤسسة التنمية الدولية                     | 24 سبتمبر 1960                | 29 سبتمبر 1980        |
|             | الاتحاد البريدي العالمي                   | ؟                             | ؟                     |
|             | منظمة حظر الأسلحة الكيميائية              | ؟                             | ؟                     |
|             | الفريق المعني برصد الأرض                  | ؟                             | ؟                     |
|             | منظمة التجارة العالمية                    | ؟                             | ؟                     |

## أعلام
هذه قائمة لبعض الشخصيات التي تربطها علاقات بالبلدين:
- تيناشي (6 فبراير 1993[40] –)
- داناي غورورا (14 فبراير 1978[41][42] –)
- شون فليتشير (صحفي بريطاني، 20 أبريل 1974 –)

## وصلات خارجية
- تاريخ العلاقات الأمريكية الزيمبابوية (بالإنجليزية)
- موقع وزارة الخارجية الأمريكية
- موقع وزارة الخارجية الزيمبابوية